# Simo Lampinen
Simo Lampinen (Porvoo, 22 giugno 1943) è un pilota di rally finlandese, considerato uno dei primi Flying Finn (finlandesi volanti).

## Biografia

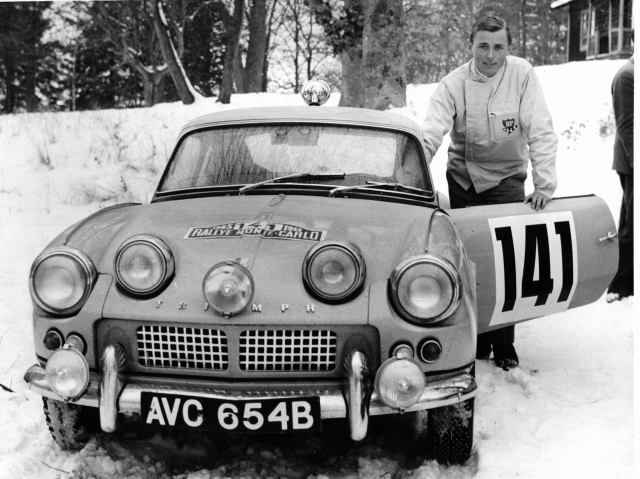
Simo Lampinenal Rallye Monte Carlo 1965 su una Triumph

Nel 1963, 1964 e 1967 vinse il campionato finlandese di rally.
Le sue prime vittorie arrivarono a bordo di una Saab 96, per poi passare nel 1970 alla scuderia Lancia, dove continuò a vincere. Guidò anche per la Peugeot, Fiat e Triumph, ma senza ottenere successi.

## Palmarès

### Vittorie nel mondiale rally
- 1963 
  - 13º 1000 Laghi su Saab 96
- 1964 
  - 14º 1000 Laghi su Saab 96
- 1965
  - Coupe des Alpes
- 1968 
  - 17º RAC Rally su Saab 96 V4
- 1970 
  - 3º TAP Rally di Portogallo su Lancia Fulvia
- 1972 
  - 15ème Rally del Marocco su Lancia Fulvia 1.6 Coupé HF
  - 22º 1000 Laghi su Saab 96 V4

## Risultati nel mondiale rally

### ICM
- 1970 - H.F. Squadra Corse Lancia, Lancia HF Squadra Corse, Lancia, HF Scuderia Corse - Lancia Fulvia 1.6 Coupé HF - 48° al Rally di Monte Carlo, ritirato al Rally di Svezia, ritirato al Rally di Sanremo, ritirato al Safari Rally, ritirato al Rally d'Austria, ritirato al Rally di Gran Bretagna
- 1971 - H.F. Squadra Corse Lancia, Lancia Squadra Corse - Lancia Fulvia 1.6 Coupé HF - 6° al Rally di Monte Carlo, ritirato al Rally di Sanremo, ritirato al Safari Rally, 3° al Rally dell'Acropoli, 6° al Rally di Gran Bretagna
- 1972 - Lancia, H.F. Squadra Corse Lancia, Marlboro Lancia, Lancia Marlboro - Lancia Fulvia 1.6 Coupé HF - 4° al Rally di Monte Carlo, 1° al Rally Internazionale del Marocco, 2° al Rally dell'Acropoli, ritirato al Rally d'Austria, ritirato al Rally di Sanremo, 5° al Rally di Gran Bretagna

### WRC
| 1973 | Scuderia                    | Vettura                               |     |  |  |  |  |  |  |   |  |   |  |     |  |  |  |  | Punti | Pos. |
| ---- | --------------------------- | ------------------------------------- | --- |  |  |  |  |  |  | - |  | - |  | --- |  |  |  |  | ----- | ---- |
| 1973 | Lancia Marlboro Saab Scania | Lancia Fulvia 1.6 Coupé HF Saab 96 V4 | Rit |  |  |  |  |  |  | 4 |  | 8 |  | Rit |  |  |  |  |       |      |

| 1974 | Scuderia        | Vettura                      |  |  |   |    |   |   |    |  |  |  |  |  |  |  |  |  | Punti | Pos. |
| ---- | --------------- | ---------------------------- |  |  | - | -- | - | - | -- |  |  |  |  |  |  |  |  |  | ----- | ---- |
| 1974 | Lancia Marlboro | Saab 96 V4 Lancia Beta Coupé |  |  | 5 | SQ | 2 | 4 | 10 |  |  |  |  |  |  |  |  |  |       |      |

| 1975 | Scuderia               | Vettura                      |  |   |  |     |  |  |   |     |  |    |  |  |  |  |  |  | Punti | Pos. |
| ---- | ---------------------- | ---------------------------- |  | - |  | --- |  |  | - | --- |  | -- |  |  |  |  |  |  | ----- | ---- |
| 1975 | Lancia Lancia Alitalia | Lancia Beta Coupé Saab 96 V4 |  | 3 |  | Rit |  |  | 2 | Rit |  | 10 |  |  |  |  |  |  |       |      |

| 1976 | Scuderia                            | Vettura                                                              |  |   |  |   |  |   |   |  |  |     |  |  |  |  |  |  | Punti | Pos. |
| ---- | ----------------------------------- | -------------------------------------------------------------------- |  | - |  | - |  | - | - |  |  | --- |  |  |  |  |  |  | ----- | ---- |
| 1976 | Marlboro Lancia Automobiles Peugeot | Lancia Stratos HF Peugeot 504 Ti Saab 96 V4 Ford Escort RS 1800 MKII |  | 4 |  | 5 |  | 2 | 5 |  |  | Rit |  |  |  |  |  |  |       |      |

| 1977 | Scuderia                         | Vettura                                       |  |   |  |     |   |   |     |   |  |  |   |  |  |  |  |  | Punti | Pos. |
| ---- | -------------------------------- | --------------------------------------------- |  | - |  | --- | - | - | --- | - |  |  | - |  |  |  |  |  | ----- | ---- |
| 1977 | Lancia Alitalia Fiat Rallye Team | Fiat 131 Abarth Lancia Stratos HF Saab 99 EMS |  | 4 |  | Rit | 4 | 4 | Rit | 2 |  |  | 7 |  |  |  |  |  |       |      |

| 1978 | Scuderia                                                       | Vettura                                             |  |   |   |  |  |   |  |  |   |  |     |  |  |  |  |  | Punti | Pos. |
| ---- | -------------------------------------------------------------- | --------------------------------------------------- |  | - | - |  |  | - |  |  | - |  | --- |  |  |  |  |  | ----- | ---- |
| 1978 | Fiat Alitalia Marshalls (EA) Ltd. Peugeot Esso British Airways | Fiat 131 Abarth Peugeot 504 Coupé V6 Triumph TR7 V8 |  | 6 | 5 |  |  | 5 |  |  | 4 |  | Rit |  |  |  |  |  |       |      |

| 1979 | Scuderia                                 | Vettura                             |  |  |  |     |  |  |     |  |     |  |    |  |  |  |  |  | Punti | Pos. |
| ---- | ---------------------------------------- | ----------------------------------- |  |  |  | --- |  |  | --- |  | --- |  | -- |  |  |  |  |  | ----- | ---- |
| 1979 | Marshalls (EA) Ltd. British Leyland Cars | Peugeot 504 Coupé V6 Triumph TR7 V8 |  |  |  | Rit |  |  | Rit |  | Rit |  | 17 |  |  |  |  |  | 0     |      |

| Legenda | 1º posto | 2º posto | 3º posto | A punti | Senza punti | Ritirato | Squalificato | NP=Non partito C=Gara cancellata | Apice=Power stage |